# Chróścina (gmina)
Chróścina (lub Chróścina Opolska, do 1951 Wrzoski) – dawna gmina wiejska istniejąca w latach 1952–1954 oraz 1973–1975 w woj. opolskim. Siedzibą władz gminy była Chróścina.
Gmina Chróścina powstała 1 stycznia 1952 roku w województwie opolskim, w powiecie opolskim w związku z przeniesieniem siedziby władz gminy Wrzoski z Wrzosek do Chróściny, wraz ze zmianą nazwy jednostki na gmina Chróścina. Według stanu z 1 lipca 1952 gmina składała się z 7 gromad: Bierkowice, Chróścina, Mechnice, Sławice, Wrzoski, Żelazna i Żerkowice. Gmina została zniesiona 29 września 1954 wraz z reformą wprowadzającą gromady w miejsce gmin.
Jednostkę reaktywowano 1 stycznia 1973 w tymże powiecie i województwie; w skład gminy weszły obszary 6 sołectw: Bierkowice, Chróścina, Mechnica, Sławice, Wrzoski, i Żelazna.
1 czerwca 1975 gmina weszła w skład nowo utworzonego (mniejszego) woj. opolskiego.
30 października 1975 gmina została zniesiona, a jej obszar (sołectwa Chróścina, Mechnice, Sławice, Wrzoski i Żelazna) przyłączony do gminy Dąbrowa (Niemodlińska), oprócz sołectwa Bierkowice, które włączono do miasta Opola.